# Jordania na Letnich Igrzyskach Olimpijskich 1988
Jordanię na Letnich Igrzyskach Olimpijskich 1988, które odbyły się w Seulu reprezentowało 7 zawodników. Nie zdobyli oni żadnego medalu.

## Reprezentanci

### Boks
Mężczyźni
| Zawodnik         | Konkurencja          | 1/32             | 1/16              | 1/8              | Ćwierćfinały     | Półfinały        | Finał            | Finał   |
| Zawodnik         | Konkurencja          | Przeciwnik Wynik | Przeciwnik Wynik  | Przeciwnik Wynik | Przeciwnik Wynik | Przeciwnik Wynik | Przeciwnik Wynik | Pozycja |
| ---------------- | -------------------- | ---------------- | ----------------- | ---------------- | ---------------- | ---------------- | ---------------- | ------- |
| Abidnasir Shabab | waga lekkopółśrednia | Kamau P RSC      | NQ                | NQ               | NQ               | NQ               | NQ               | NQ      |
| Omar Dabaj       | waga średnia         | BYE              | Wanyama P 274-300 | NQ               | NQ               | NQ               | NQ               | NQ      |

### Łucznictwo
Kobiety
| Zawodnik         | Konkurencja   | Runda rankingowa | Runda rankingowa | 1/8              | Ćwierćfinał      | Półfinał         | Finał            | Finał   |
| Zawodnik         | Konkurencja   | Punkty           | Pozycja          | Przeciwnik Wynik | Przeciwnik Wynik | Przeciwnik Wynik | Przeciwnik Wynik | Pozycja |
| ---------------- | ------------- | ---------------- | ---------------- | ---------------- | ---------------- | ---------------- | ---------------- | ------- |
| Eliana Peridakis | indywidualnie | 1055             | 61.              | NQ               | NQ               | NQ               | NQ               | 61.     |

### Szermierka
Mężczyźni
| Zawodnik     | Konkurencja          | Runda 1          | Runda 1          | Runda 1          | Runda 1           | Runda 1 | Ćwierćfinały      | Półfinały         | Runda finałowa    |
| Zawodnik     | Konkurencja          | Przeciwnik Wynik | Przeciwnik Wynik | Przeciwnik Wynik | Przeciwnik Wynik  | Pozycja | Przeciwnicy Wynik | Przeciwnicy Wynik | Przeciwnicy Wynik |
| ------------ | -------------------- | ---------------- | ---------------- | ---------------- | ----------------- | ------- | ----------------- | ----------------- | ----------------- |
| Ali Abuzamia | szpada indywidualnie | Strohmeyer P 4-5 | Joos P 0-5       | Lee P 0-5        | Reznitšenko P 2-5 | 5.      | NQ                | NQ                | NQ                |

### Tenis stołowy
Kobiety
| Zawodniczka      | Konkurencja | Eliminacje          | Eliminacje          | Eliminacje          | Eliminacje          | Eliminacje          | Eliminacje | Runda 1             | Ćwierćfinał         | Półfinał            | Finał               | Finał   |
| Zawodniczka      | Konkurencja | Przeciwniczka Wynik | Przeciwniczka Wynik | Przeciwniczka Wynik | Przeciwniczka Wynik | Przeciwniczka Wynik | Pozycja    | Przeciwniczka Wynik | Przeciwniczka Wynik | Przeciwniczka Wynik | Przeciwniczka Wynik | Pozycja |
| ---------------- | ----------- | ------------------- | ------------------- | ------------------- | ------------------- | ------------------- | ---------- | ------------------- | ------------------- | ------------------- | ------------------- | ------- |
| Jaklein Al-Duqom | singel      | Lin P 0-3           | Popper P 0-3        | Kasalová P 0-3      | Hui P 0-3           | Yang P 0-3          | 6.         | NQ                  | NQ                  | NQ                  | NQ                  | NQ      |

### Zapasy
Mężczyźni – styl wolny
| Zawodnik        | Konkurencja | Runda eliminacyjna | Runda eliminacyjna | Runda eliminacyjna | Runda eliminacyjna | Runda eliminacyjna | Runda eliminacyjna | Runda eliminacyjna | Runda finałowa   |
| Zawodnik        | Konkurencja | Przeciwnik Wynik   | Przeciwnik Wynik   | Przeciwnik Wynik   | Przeciwnik Wynik   | Przeciwnik Wynik   | Przeciwnik Wynik   | Przeciwnik Wynik   | Przeciwnik Wynik |
| --------------- | ----------- | ------------------ | ------------------ | ------------------ | ------------------ | ------------------ | ------------------ | ------------------ | ---------------- |
| Jihad Sharif    | - 52 kg     | Satō P 0-4         | Tutsch P 0-4       | NQ                 | NQ                 | NQ                 | NQ                 | NQ                 | NQ               |
| Muneir Al-Masri | - 68 kg     | McKay P 0-3,5      | Navarrete P 0-3,5  | NQ                 | NQ                 | NQ                 | NQ                 | NQ                 | NQ               |

Mężczyźni – styl klasyczny
| Zawodnik        | Konkurencja | Runda eliminacyjna | Runda eliminacyjna | Runda eliminacyjna | Runda eliminacyjna | Runda eliminacyjna | Runda eliminacyjna | Runda eliminacyjna | Runda finałowa   |
| Zawodnik        | Konkurencja | Przeciwnik Wynik   | Przeciwnik Wynik   | Przeciwnik Wynik   | Przeciwnik Wynik   | Przeciwnik Wynik   | Przeciwnik Wynik   | Przeciwnik Wynik   | Przeciwnik Wynik |
| --------------- | ----------- | ------------------ | ------------------ | ------------------ | ------------------ | ------------------ | ------------------ | ------------------ | ---------------- |
| Jihad Sharif    | - 52 kg     | Fiłczew P 0-3,5    | NQ                 | NQ                 | NQ                 | NQ                 | NQ                 | NQ                 | NQ               |
| Muneir Al-Masri | - 68 kg     | Grigorakis P 0-3,5 | Ichillumpa P 0-4   | NQ                 | NQ                 | NQ                 | NQ                 | NQ                 | NQ               |